# Brunnenkarkopf
De Brunnenkarkopf is een 3246 meter hoge bergtop in de Ötztaler Alpen in het Oostenrijkse Tirol.
De berg ligt in de Weißkam, in de Hinterer Brunnenkar, gelegen ten zuidwesten van de 3396 meter hoge Vordere en de 3438 meter hoge Hinterer Brunnenkogel en ruim twee kilometer ten oosten van het Taschachhaus (2432 meter). Een beklimming van de bergtop begint dan meestal ook bij deze berghut.